# 윤덕용 (재료공학자)
윤덕용(尹德龍, 1940년 1월 3일~)은 대한민국의 재료공학자이자 한국과학기술원 명예교수이다.

## 학력
- 1958            경기고등학교
- 1958 ~ 1962  MIT 물리학 학사
- 1964            하버드 대학교 대학원 응용물리학 석사
- 1962 ~ 1967  하버드 대학교 대학원 응용물리학 박사

## 주요 경력
- 1967 ~ 1970  미국 일리노이대학교 연구원
- 1970            미국 웨인주립대학교 재료공학과 조교수
- 1972 ~2002   한국과학기술원 재료공학과 부교수
- 1977 ~ 1978  독일 막스프랑크연구소 초빙연구원
- 1981 ~ 1982   한국과학재단 사무총장
- 1982 ~ 1991   대한민국 과학기술처 재료과학위원회 위원장
- 1988 ~ 1989   미국 GE연구소 초빙연구원
- 1991 ~ 1995   한국과학기술원 재료계면공학연구센터 소장
- 1995.06 ~ 1998.06    제9대 한국과학기술원 총장
- 2002 ~ 2005      한국과학기술원 공학부 신소재공학부 석좌교수
- 2005 ~ 2008.01  한국과학기술원 신소재공학과 명예교수
- 2005.07 ~        대한민국학술원 자연 제3분과 회원
- 2008               포항공과대학교 대학자문위원회 위원장
- 2008.01 ~        한국과학기술원 신소재공학과 명예교수
- 2010               민군합동조사단 단장[1],   미국 세라믹학회 회원

## 생애 및 업적
1940년 평양에서 태어났으며, 부모가 미국 대학에서 교수로 근무하게 됨에 따라, 미국생활을 하게 되었고, 메사추세츠 공과대학교(MIT) 물리학과에 입학했다. 이어 하버드 대학교에서 응용물리학 석사와 박사학위를 받는다.
1972년 귀국해 한국과학기술원 재료공학과(현 신소재공학과) 설립에 기여했고 KAIST 총장(1995~1998), 포항공대 상근 부이사장(2011~2015), 한국과학재단 사무총장(1981~1982), 분말야금학회 회장(1996~1997)직을 수행했다. 30여명의 박사를 배출했으며, 1980년대 초, 우리나라 처음으로 재료공학 분야에서 국제학술지에 논문을 발표했고 그 후 총 150편의 논문을 국제학술지에 발표했다. 이에 우리나라 과학의 국제화에 기여했다.
원자들이 확산할 때 생기는 응력 때문에 일어난다는 M. Hillert의 이론을 결정적인 실험을 통해 증명했으며, Annual Review of Materials Science(1989)와 International Materials Review(1995)에 초청논문으로 발표되었고, 유사한 현상으로 합금의 열처리 때 일어나는 불연속 석출의 원리로 규명되었다. 이 연구는, 핵폐기물의 저장 기간을 예측하는 등 실용적인 문제에도 응용되었다.
1980년대부터, 원시인이 도자기를 만들 때부터 내려오는 미해결 과제 연구에 몰두해서, 입자와 액상이 만나 이루어지는 규칙성을 입증했다. 이 결과로 재료의 입자성장을 제어할 수 있게 되었고, 그 원리를 대전차용 텅스텐 중합금 개발에 활용했다.
고온 초전도체, Ni계 초합금, 기상에서 다이아몬드 형성에 대한 연구도 진행해 수십 편의 논문을 국제학술지에 발표했다. 이 연구 결과들을 미국 Gordon Conference에서 3회 발표했고 여러 국제 학술대회와 대학(M.I.T, Harvard 대학, University of Michigan 등), 연구소(Max Planck Institute, General Electric Research Center, NIST 등)에서 초청 세미나를 진행했다.

## 상훈
- 1990          한국과학기술처 연구개발상
- 1995.03      호암상 공학부문 (호암상위원회)
- 1998        국민훈장 동백장
- 2004.04     대한민국 최고과학기술인상 (대통령)
- 2005        옥조근정훈장

## 참고 문헌
한국과학기술유공자 홈페이지 